# أحمد عوض بن عوف
الفريق أول أحمد عوض بن عوف (مواليد 1954)؛ هو جنرال وسياسي سوداني شغل منصب وزير الدفاع في آخر فترة لحكم البشير. كما شغل منصب رئيس الجمهورية ليوم واحد فقط من 11 أبريل 2019 إلى 12 أبريل 2019 بعد مشاركته في انقلاب عام 2019 السوداني. شغل بن عوف منصب النائب الأول لرئيس السودان (عمر البشير) من فبراير إلى أبريل 2019.

## حياته العملية
تخرج من الكلية العسكرية العراقية وكلية هيئة الأركان العراقية في دورة صناديد الحرس الجمهوري وهو قائد فوج العروبة للمتطوعين السودانيين في الحرب ضد إيران، وكذلك شغل بن عوف سابقًا منصب رئيس الاستخبارات العسكرية، وشغل أيضًا رئيس رئيس الأركان قبل إعفائه من الخدمة في شهر يونيو من عام 2010 كجزء من عملية تغيير عسكرية كبرى.بعد خدمته العسكرية، شغل منصب سفير السودان في عُمان.
كان اسم بن عوف مدرجًا ضمن قائمة مايو 2007 للأفراد الذين عاقبتهم الولايات المتحدة بسبب دوره المزعوم كحلقة وصل بين الحكومة السودانية والجنجويد في فترة الحرب في دارفور. هناك مزاعم (ذات مصداقية) بأن بن عوف قام بتنسيق عمليات الجنجويد، الأمر الذي نتج عنهُ هجمات طائرات الأنتونوف على المدنيين، ومهاجمة القرى، والتهجير القسري، والاغتصاب الجماعي (في الطويلة، شمال دارفور). 

## نائب الرئيس
شغل بن عوف منصب نائب أول للرئيس السوداني في شهر فبراير 2019، ليحل محل بكري حسن صالح بعد إقالة الرئيس البشير لحكومتهِ في أعقاب الاحتجاجات الجماعية. 

## اقتلاع النظام الحاكم
أثناء احتجاجات ثورة ديسمبر ضد حكم عمر حسن أحمد البشير يوم 11 أبريل 2019 ، أعلن بن عوف على شاشة التلفاز الوطني السوداني عن اقتلاع نظام البشير وتعليق الدستور. وقال إن الجيش سيتولّى مسؤولية الدولة، معلنا حظر التجوال بعد الساعة 10 مساءً ومؤكدا على فترة انتقالية مدتها سنتان. كما أعلن عن غلق المجال الجوي السوداني لمدة 24 ساعة، وإغلاق المعابر الحدودية، وحالة الطوارئ لمدة ثلاثة أشهر. تم حل الجمعية الوطنية، إلا أن بن عوف أكد أن السودان يستعد لإجراء انتخابات «حرة ونزيهة». تظاهر المتظاهرون ضد تغيير السلطة، واصفين ما حدث بالانقلاب العسكري. استمرت الصحافة في وصف بن عوف على أنه وزير الدفاع ونائب الرئيس وفريق في القوات المسلحة السودانية.  استقال في اليوم التالي بسبب الاحتجاجات المستمرة التي خرجت رافضة لتولِّيه السلطة في البلاد باعتبارها له أحد رموز نظام الإنقاذ البائد.   وجعل من الفريق  عبدالفتاح البرهان، الذي يشغل منصب المفتش العام للقوات المسلحة، خلفا له.   